# Taieria erebus
Taieria erebus är en spindelart som först beskrevs av Ludwig Carl Christian Koch 1873.  Taieria erebus ingår i släktet Taieria och familjen plattbuksspindlar. Inga underarter finns listade i Catalogue of Life.